# M46 (天体)
座標:  07h 41m 46.0s, −14° 48′ 36″
M46 (NGC 2437) はとも座にある散開星団。

## 概要
M47と合わせて同程度の星団が並んでいるので、南天の二重星団と表現する人もいる。ただ、M47は明るい星が荒々しく並んでいて、M46は細かい星が星雲状に並んでいると表現する人もいる。
双眼鏡では星雲上に見える。条件が良ければその上に微かな微星が見える。小口径ではおびただしい微星が見え、となりのM47と全く印象の異なった姿が楽しめる。M46の中には惑星状星雲のNGC 2438がある。青みがかった灰色で、濃淡がある。口径8cmの望遠鏡で見たという人もいる。口径20cmではさらに大きく見え、星雲の端に星がついているのが見える。20cmの望遠鏡でNGC 2438が環状であることを確認できる。口径30cmの望遠鏡では中心星が見える。

## 観測史
1771年2月19日にフランスの天文学者シャルル・メシエが発見した。メシエは「大犬の頭と一角獣の見えない足の間にある、非常に小さな星の集まり。良い反射望遠鏡でないと識別できない。わずか星雲状のものをふくむ」と記した。